# Nikohl Boosheri
Nikohl Boosheri (Persan: نیکول بوشهری), née au Pakistan, est une actrice canadienne.

## Biographie
Née au Pakistan de parents iraniens, elle arrive au Canada à l'âge de 2 ans.
En 2011, elle tient l'un des deux rôles principaux en duo avec Sarah Kazemy dans le film saphique de Maryam Keshavarz Circumstance. En 2017, elle tient de nouveau un rôle saphique dans la série The Bold Type, interprétant Adena El-Amin, artiste iranienne musulmane assumant pleinement son homosexualité.
En 2020, Boosheri a décroché le rôle de Tess dans Alia’s Birth de Sam Abbas aux côtés des co-stars Maya Kazan, Poorna Jagannathan et Samuel H. Levine.

## Filmographie
| Année | Titre                                                          | Rôle          | Notes                              |
| ----- | -------------------------------------------------------------- | ------------- | ---------------------------------- |
| 2011  | Circumstance                                                   | Atafeh Hakimi |                                    |
| 2012  | Farah Goes Bang                                                | Farah Mahtab  |                                    |
| 2015  | Les Enfants du péché : Les Racines du mal (Seeds of Yesterday) | Toni          | Film télévisé Freeform de Shawn Ku |
| 2016  | The Loner                                                      | Sara          | de Daniel Grove                    |
| 2015  | The Wedding                                                    | Sara          | de Sam Abbas                       |
| 2020  | Alia's Birth                                                   | Tess          | de Sam Abbas                       |

| Année        | Titre               | Rôle          | Notes                                                                       |
| ------------ | ------------------- | ------------- | --------------------------------------------------------------------------- |
| 2010         | Tower Prep          | L'assistante  |                                                                             |
| 2012         | Continuum           | Laura Kellog  |                                                                             |
| 2013         | Futurestates        | Sonia         |                                                                             |
| 2014         | Rogue               | Bridget       |                                                                             |
| 2018         | Altered Carbon      | Nalan Ertekin |                                                                             |
| 2017-présent | De celles qui osent | Adina El-Amin | Rôle récurrent lors de la saison 1, personnage régulier lors de la saison 2 |

## Récompenses
- En 2011, Prix d'interprétation au festival international Chéries-Chéris
- La même année, elle remporte également trois autres prix d'interprétation pour son rôle dans Circumstance: à l'Outfest, au Festival international du film de Rome, et au Noor Iranian Film Festival [3].